# Listen Without Prejudice volume 1
Listen Without Prejudice Vol. 1 is het tweede solo-album van de Britse zanger George Michael (op dit album gespeld als George Michæl). Het album kwam uit in september 1990. Met dit album wilde Michael een nieuw imago voor zichzelf creëren, na het wereldwijde commerciële succes van voorganger Faith. Dat imago moest serieuzer zijn, waar de titel een indicatie van is. Het album ontving goede kritieken, al verkocht het minder goed dan zijn voorganger.

## Achtergronden
George Michael weigerde te verschijnen in videoclips die de uitgebrachte singles vergezelden.
Het verwachte vervolgalbum Listen Without Prejudice Vol. 2 werd niet uitgebracht wegens onbekende redenen. Het is echter aannemelijk dat dit te maken had met Michaels ruzie met zijn platenlabel Sony Music. Drie van de nummers die bedoeld waren om op dit album te verschijnen, zijn te vinden op het charityalbum Red Hot + Dance, een vierde (Crazyman Dance) werd de B-kant van zijn single Too Funky.

## Tracklist
1. "Praying For Time" – 4:41
2. "Freedom '90" – 6:30
3. "They Won't Go When I Go" – 5:06
4. "Something to Save" – 3:18
5. "Cowboys and Angels" – 7:15
6. "Waiting For That Day/You Can't Always Get What You Want" – 4:49 *
7. "Mother's Pride" – 3:59
8. "Heal the Pain" – 4:41
9. "Soul Free" – 5:29
10. "Waiting (Reprise)" – 2:25

*Geschreven door George Michael met teksten van Mick Jagger en Keith Richards.

## Uitgebrachte singles
| Single met eventuele hitnotering(en) in de Nederlandse Top 40 | Datum van verschijnen | Datum van binnenkomst | Hoogste positie | Aantal weken | Opmerkingen |
| ------------------------------------------------------------- | --------------------- | --------------------- | --------------- | ------------ | ----------- |
| Praying for time                                              | 1990                  | 01-09-1990            | 10              | 7            |             |
| Freedom '90                                                   | 1990                  | 03-11-1990            | 8               | 6            |             |
| Heal the pain                                                 | 1991                  | 02-03-1991            | 16              | 5            |             |
| Cowboys and angels                                            | 1991                  | 27-04-1991            | 15              | 5            |             |